# 홍주석

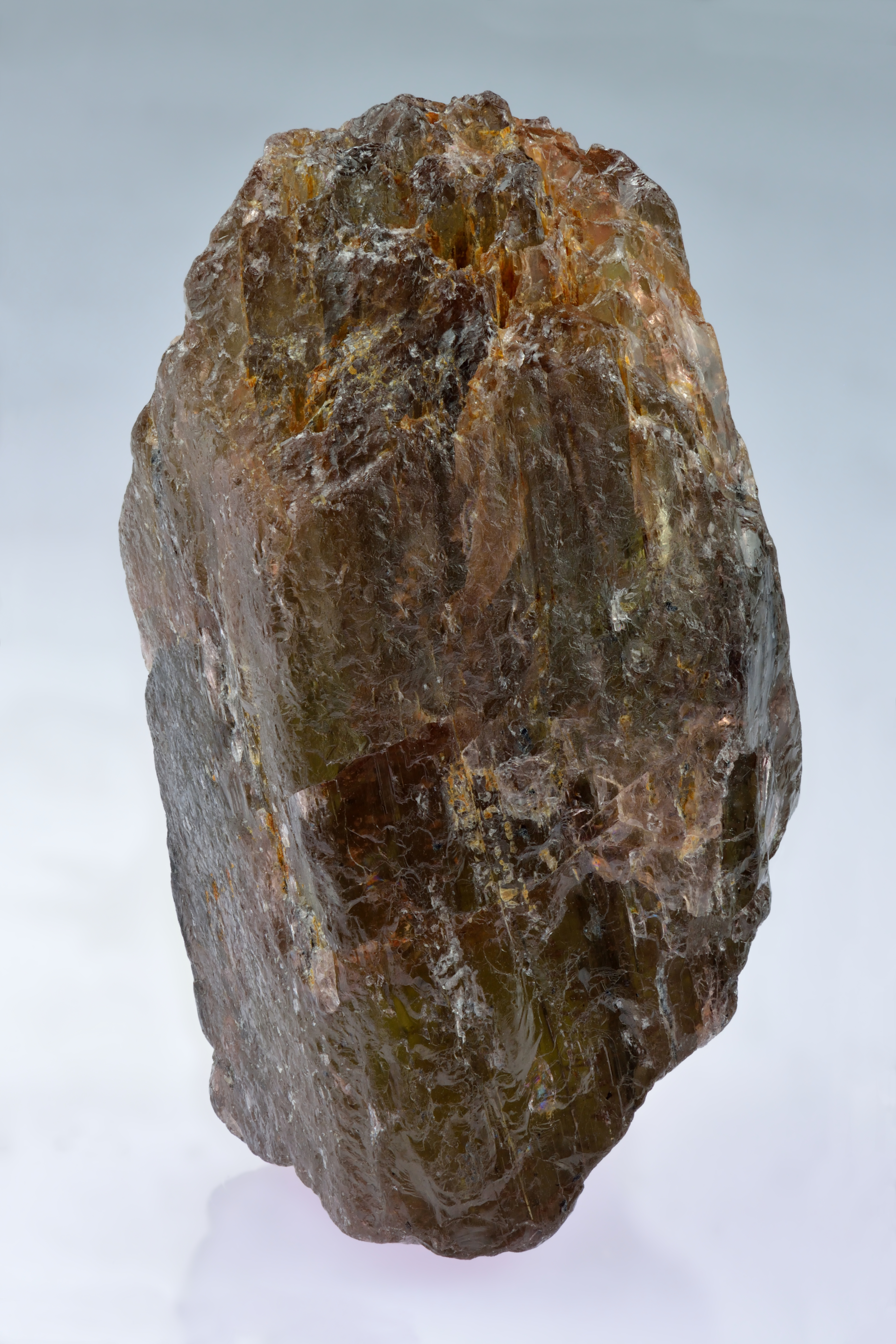

홍주석(紅柱石, Andalusite)은 광물의 일종이다. 조성은 알루미늄 규산염이고 비중은 3.1, 모스 경도 7.5. 사방정계이다. 스페인 안달루시아에서 발견되어 명명되었다.
조성이 같은 다른 광물(동질이상)으로는 남정석과 규선석이 있다. 
브라질과 스리랑카에서 보석급의 결정을 생산한다. 보석으로 절단될 수 있지만 다색성이 크다. 탄소 불순물이 포함된 것을 공정석(空晶石, chiastolite)이라 한다.

## 같이 보기
- 광물 목록